# القرية الفرعونية

عروض لحياة الفلاح المصري القديم في القرية الفرعونية

القرية الفرعونية بدأت فكرة القرية الفرعونية بحلم حيث فكر د/حسن رجب في عمل متحف حي يضم ناس حقيقيون يرتدون زي فرعوني ويجسدون الحياة المصرية القديمة. ولذا في عام 1974 بدء د/حسن رجب في تحويل جزيرة يعقوب إلى نموذج شديد التطابق لحياة المصريين القدماء وكانت الخطوة الأولى هي زراعة ما يقرب من خمسة آلاف شجرة حول القرية لحجب مظاهر القاهرة الحديثة وكانت أوائل تلك الأشجار شجر الصفصاف، الجميز، النخيل البلح وكان يسافر في كل مكان ليحصل على مراده من النباتات والحيوانات الفريدة وفي السنين الست التاليين بدأ د/رجب في زراعة النباتات في التربة المصرية التي كانت بمثابة وطن لها منذ آلاف السنين كان د/حسن مهتم بأدق التفاصيل أهمية عن حياة المصري القديم وكان يبحث عن إجابات الأسئلة التي لا إجابة لها.
بدأت عجلة العمل تدور في القرية فقد تم إنشاء بيت النبيل وحديقته، سوق، حقل كبير للزراعة والحصاد، مكان لعمل المراكب، طرق، مزارع وفي الوسط معبد ضخم من الحجر الأبيض والذي تحول بعد ذلك ليكون شعار القرية الفرعونية وفي عام 1984 افتتح د/حسن رجب رسمياً القرية الفرعونية بعد عمل استمر لمدة 10 سنوات بتكلفة أكثر من 6 ملايين من الدولارات
وفي عام 1989 انضم د/عبد السلام لوالده واشترك في إدارة القرية وقد اكد د/عبد السلام رجب أن القرية لم تكتمل ولكنها في مرحلة التطور حيث مرت بعض السنوات على افتتاح القرية ليأتي افتتاح نموذج لمقبرة توت عنخ آمون والتي أصبحت الملاذ الوحيد لرؤية المقبرة لغير القادرين على زيارة مدينة الأقصر
بالإضافة إلى ذلك، قد افتتح د/عبد السلام العديد من المتاحف (12 متحفاً) والتي عرضت العديد من مراحل تاريخ مصر الحديث ولذا أخذت القرية في النمو والتحول لمكان له تاريخ مُضيء
• تقوم فكرة القرية الفرعونية على تقريب العصور المصرية القديمة للزائر حيث يمر الزائر في بداية زيارته على ممثلين يرتدوا الزي الفرعوني ويقومون بمحاكاه القدماء في صناعة ورق البُردي، الصيد، الرسم، النحت، الزراعة، التحنيط وغير ذلك.

## رحلة إلى الماضي
تبدأ الرحلة بدخول القرية وشراء التذاكر من شباك التذاكر على البوابة، ثم عوامة الاستقبال، وتحتوي على كافيتريا صغيرة لاستقبال الزوار ومعرض لبعض المنتجات الأثرية والفرعونية، في الطابق الأعلى من عوامة الاستقبال هناك متحف كليوباترا، حيث يشرح لكِ المرشد السياحي عن فترة حكم كليوباترا ويوليوس قيصر، والصراع الذي دار في تلك الحقبة، بعد مشاهدة متحف كليوباترا، تبدأ رحلتك إلى داخل القرية منذ ركوبك للمركب العائم، ينتقل المركب العائم داخل القنوات المائية المحيطة بالقرية الفرعونية، تتعرف خلال تلك الجولة على الآلهة عند المصريين القدماء، ومشهد عن النبي موسى ومعلومات عن نبات البردي وطرق تصنيعه وتحويله إلى ورق، ونبذة عن طرق التحنيط وصناعة الورق والفخار والزجاج والأسلحة، ومعلومات عن طرق الزراعة والري والصيد عند الفراعنة، وطرق الرسم والكتابة الهيروغليفية، كل تلك المعلومات تسمعها وتشاهد مشاهد تمثيلية تحاكي الماضي، لتقريب الصورة ومحاكاة حياة المصريين القدماء وكل تفاصيل حياتهم.

## المتاحف في القرية الفرعونية
أكثر ما يميز القرية الفرعونية بعد الرحلة بالمركب العائم، هي المتاحف المختلفة التي تتناول كل تاريخ مصر القديم والحديث، فهناك المتحف البطلمي ومتحف التراث ومقبرة توت عنخ آمون ومتحف العقائد ومتحف المراكب والمتحف الإسلامي ومتحف الرئيس محمد نجيب أول رئيس لمصر ومتحفي جمال عبد الناصر والسادات ومتحف الأهرامات والمتحف القبطي ومتحف التحنيط ومتحف مصر الحديثة ومتحف نابليون ومتحف كليوباترا، كل منهم يتناول حقبة تاريخية ومدعم بالصور والماكيتات المصغرة لأهم الأحداث والمعارك والملابس والأدوات المستخدمة خلال تلك الحقبة من تاريخ مصر.

## متحف الرئيس جمال عبد الناصر
تحف جمال عبد الناصر هو متحف يتناول حياة الرئيس المصري الراحل جمال عبد الناصر منذ مولده حتى وفاته أوائل السبعينيات. ويقع المتحف بالقرية الفرعونية على ضفاف النيل.
يحتوي المتحف على أكثر من 170 صورة نادرة للرئيس جمال عبد الناصر في مراحل حياته المختلفة، كما يضم المتحف عددا كبيرا من مقتنياته الشخصية وتمثالين نصفيين وبعض العملات والطوابع التي صدرت في تلك الفترة وبعض الصور الخاصة بجمال عبد الناصر في أغلفة المجلات الأجنبية بالإضافة للرسائل التي كتبها جمال عبد الناصر خلال عامي 1941 و 1942 بالإضافة إلى نص قرار تأميم قناة السويس في 26 يوليو عام 1956 وخطاب التنحي الذي ألقاه في 9 يونيو عام 1956 والتقرير الطبي لوفاة عبد الناصر.

## متحف الرئيس السابق محمد أنور السادات
يحتوي المتحف على مجموعة كبيرة من المقتنيات الشخصية والصور وبعض المقتنيات الشخصية التي قامت السيده جيهان السادات بإهدائها للمتحف مثل «بدلته البحرية» التي حضر بها حفل افتتاح قناة السويس، وسترته الخاصة وعصاه الشهيرة ومعجونة وفرشاة أسنانه وعطره. كما يحتوي على مجموعة من الصور التذكارية النادرة للسادات في مناسبات مختلفة، ومنها صورة زوجاته وأبنائه، وأثناء لحظات التأمل الخاصة بحياته مثل صورة باستراحته بالهرم وصورة وهو يتوضأ ويصلي وبالمتحف ما كيت رائع يشرح من خلاله كيف قامت الحرب والصعوبات التي واجهت الجيوش المصرية مثل خط بارليف والساتر الرملي، وصور له مع أهم الشخصيات العالمية أثناء توقيع إتفاقية السلام الشهيرة بمنتجع كامب ديفيد.

## متحف التحنيط
ويحتوي على بعض نماذج لعملية التحنيط وأهم الآلهة المرتبطة بفكرة التحنيط، ومتحف الأهرامات ويمثل فكرة بناء الهرم وأهم الأدوات المستخدمة في بنائه والمسلات... إلخ.

## مقبرة توت عنخ آمون
قامت القرية ببناء نموذج للمقبرة بنفس الحجم والتصميم وكذلك نماذج لجميع القطع الأثرية التي تم اكتشافها موضوعة بنفس الترتيب الذي وجدت عليه عند اكتشاف المقبرة وتنقسم المقبرة إلي أربع غرف في الغرفة الأولى هناك ثلاثة أسرّة مغطاة بالذهب وأواني بيضاء بها أطعمة مجففة لكي يستخدمها الملك في العالم الآخر والعديد من متعلقات الملك مثل كرسي العرش. أما عن الغرفة الثانية فبها بعض الأواني الفخارية وصندوق وجد فيه أسلحة الملك ولعبة السينت التي تشبه لعبة الشطرنج الآن تتكون الغرفة الثالثة وهي غرفة الدفن من أربع مقصورات وفي هذه الغرفة تم اكتشاف المومياء موضوعة في تابوت يبلغ وزنه 110 كجم من الذهب الخالص ويطلق على الغرفة الرابعة غرفة الكنوز حيث وجد فيها بعض كنوز الملك وبعض متعلقاته وكذلك الآله أنوبيس إله التحنيط والذي كانت وظيفته حماية المقبرة.

## جولة فرعونية من الطراز الأول
من أجمل وأمتع أجزاء الرحلة كانت الجولة داخل منزل الرجل النبيل أو الغني عند الفراعنة، والجولة داخل منزل الرجل الفقير، فحتى أيام الفراعنة لم تعرف مصر العدالة الاجتماعية، فمنزل الرجل الغني مكون من عدة غرف كالمكتبة والمطبخ والأصطبل وغرفة الخدم وغرفة الخزين وغرفة التجميل وغرف النوم والحمام ومساحة واسعة أمام المنزل، أما الرجل الفقير فبيته من غرفة واحدة وتجلس زوجتة المسكينة لتطحن القمح وتعد الدقيق بالساعات الطويلة، بينما تقضي زوجة الرجل الغني وقتها كله في سماع القيثارة ووضع مساحيق التجميل!

## بعض المرح للأطفال
يوجد بداخل القرية مركز للفنون، وفيه تقام بعض النشاطات الفنية مثل الورش الفنية للزجاج والفخار وصناعة البردى، أيضا يوجد داخل القرية مكان مخصص للألعاب، كملاهي مصغرة، حيث يستطيع الصغار أن يلعبوا إذا شعروا بالملل من مشاهدة المتاحف المختلفة، كما يوجد مركز متخصص للتصوير.

## منتجات القرية
جزء من الجولة داخل القرية الفرعونية يتضمن زيارة السوق والبازار، والذي يقدم العديد من البضائع والمنتجات الفرعونية المختلفة، والتي يقبل عليها الزائرون بشغف، كذلك استديو القرية حيث يمكن أن يقوموا بتصويرك بالملابس الفرعونية وفي جو فرعوني، ولا يسمح بالتصوير داخل البازار ولا الاستديو، وهناك أيضا جزء مخصص في السوق الفرعوني لبيع المنتجات الزجاجية والعطور والمنتجات النحاسية والجلدية والرسم بالرمال ورسوم الحناء وبعض المشغولات التراثية والفرعونية.

## وصلات خارجية
الموقع الرسمى للقرية الفرعونية
1. 1 2 3 4 5 6 7 8 9  وصلة مرجع: https://www.pharaonicvillage.com/things/.
2. ↑  وصلة مرجع: https://www.pharaonicvillage.com/tomb/.
3. ↑  وصلة مرجع: https://www.pharaonicvillage.com/pyramids/, , .
4. ↑  وصلة مرجع: https://www.pharaonicvillage.com/boats/, .